# 223P/Skiff
223P/Skiff, komet Jupiterove obitelji